# 伊象昂
伊象昂，清朝政治人物。福建寧化縣人。
光緒二十年（1894年）甲午科福建鄉試第一名舉人（解元）。曾任浙江永嘉县知县。辑有《福建宁化伊氏族谱》十六卷。

### 書目
- （清）法式善等，《清秘述聞三種》，中華書局，清代史料筆記叢刊，ISBN：ISBN 7101017428。